# カスル・エル・ヤフド
カスル・エル・ヤフド（アラビア語：قصر اليهود、英語：Kasser/Qasser al-Yahud/Yehudとも。ヘブライ語：קאסר אל יהוד、「ユダヤ人の城」の意。）はヨルダン川西岸地区に所在し、イスラエルの占領下にあるが、パレスチナが領有権を主張している洗礼地の正式名称である。この場所および設備はイスラエル民政局およびイスラエル政府観光局により、イスラエル国立公園の一部として管理されている。
カスル・エル・ヤフドは、洗礼者ヨハネによるイエスの洗礼の地（マタイによる福音書3:13-17）の西側部分を指し、アラビア語ではアル＝マグタスと呼ばれている。アル＝マグタスという名称は、歴史的には、ヨルダン川の両岸の巡礼地を指して用いられていた。また、カスル・エル・ヤフドは伝統的にはイスラエル民族によるヨルダン川横断の地であり、また預言者エリヤが昇天した地でもあると考えられてきた。

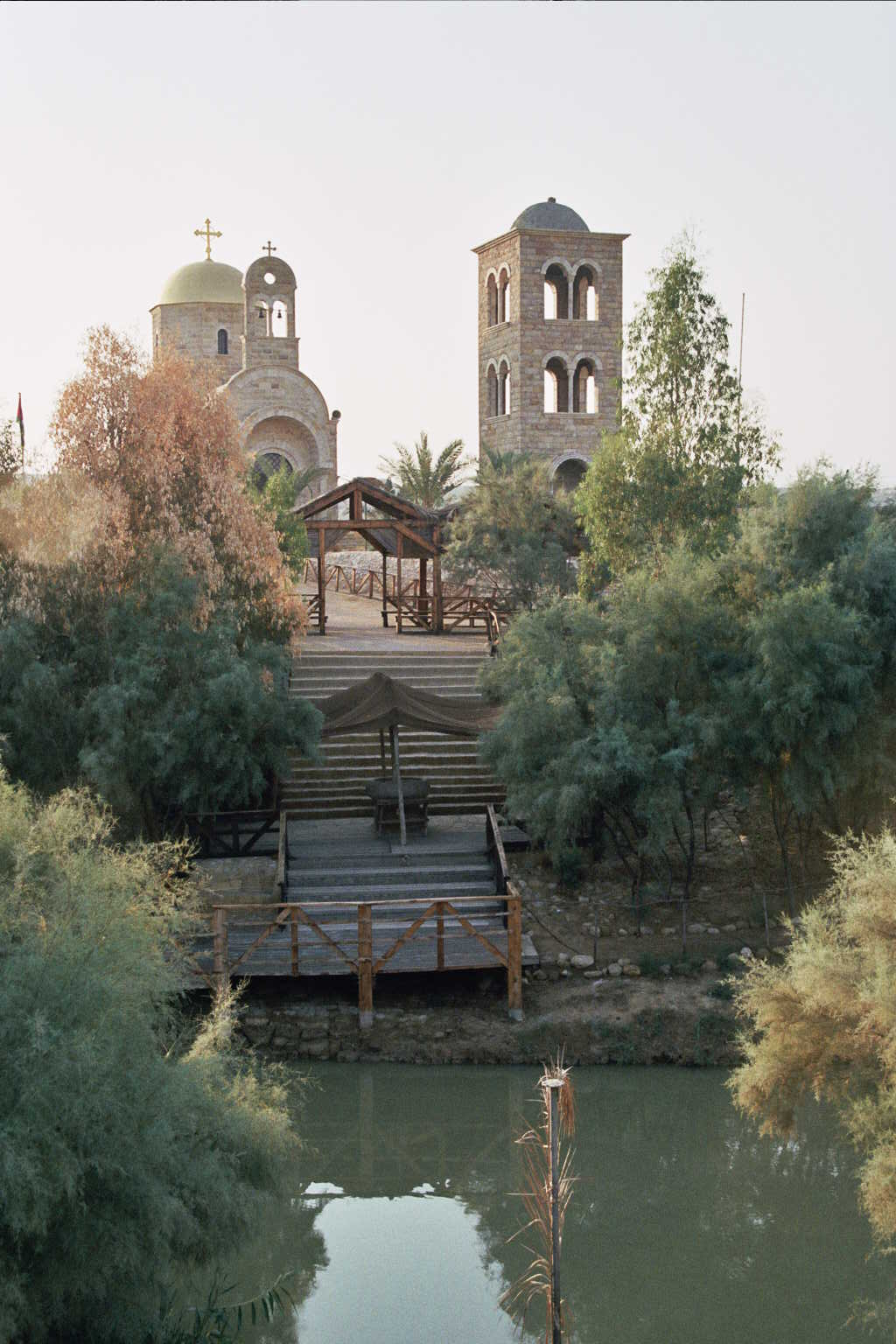
洗礼の地

## 語源
洗礼の地のアラビア語名称はアル＝マグタスであり、ヨルダン川両岸に広がる場所を指していた。うちヨルダン側の部分を指すのに「アル＝マグタス」「ヨルダン川対岸のベタニア」「洗礼地」という名称が用いられ、西側の部分は「カスル・エル・ヤフド」という名称で知られていた。この場所の近くに所在するギリシャ正教会の洗礼者聖ヨハネ聖堂は城のような形をしており（カスル、「城」）、伝統的にはイスラエル民族がこの場所からヨルダン側を横断したといわれている（エル・ヤフド、「ユダヤ人の」）ことからこの名がついた。

## 歴史

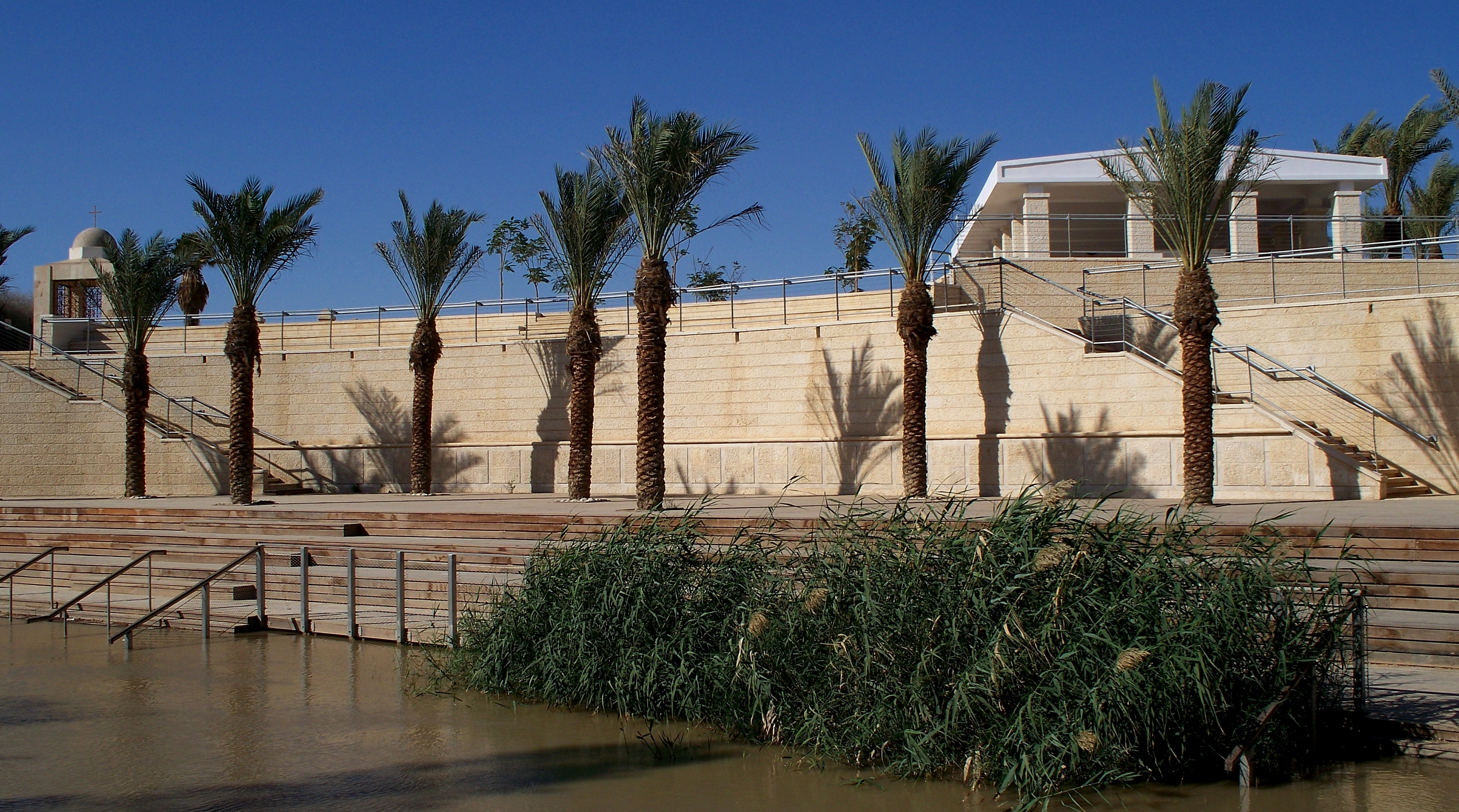
カスル・エル・ヤフドの復元された遺構

カスル・エル・ヤフドは、エルサレムと、マダバ、ネボ山、王の道といった聖書に登場する「ヨルダンのこちら側」の各地とをエリコ経由で繋いでいる古代の道路や洗い越しにほど近い場所にある。カスル・エル・ヤフドはヨルダン側西岸地域の、エリコから少し南東側にあり、パレスチナのエリコ県の一部となっている。
現在のカスル・エル・ヤフドは、1967年に第三次中東戦争のために封鎖されてから、2011年に再度解放された。復元計画は2000年のミレニアム祝賀以前に承認されていたものの、第2次インティファーダおよび2003年の洪水により計画は遅れることとなった。2000年には、教皇ヨハネ・パウロ2世がヘリコプターでカスル・エル・ヤフドを訪れ、私的に礼拝を行った。
カスル・エル・ヤフドはイスラエル民政局およびイスラエル政府観光局により管理されている。開放される以前は、洗礼はヤルデニト遺跡において行われていた。